# Championship League Snooker 2025 (rankingowy)
Championship League Snooker 2025 (lato) – pierwszy rankingowy turniej snookerowy sezonu 2025/2026. to dwudziesta piąta edycja zawodów snookerowych rozgrywanych w Leicester Arena w Leicester w Anglii. W turnieju wystąpiło 128 zawodników, którzy w 42 grupach rozegranych na przestrzeni czterech tygodni (30 czerwca – 23 lipca) rozegrali swoje mecze.

## Format turnieju
- Wszystkie mecze faz grupowych są rozgrywane w formacie lepszy z 4 frejmów – mecz do trzech wygranych z możliwym zakończeniem przy remisie 2–2.
- Za zwycięstwo w meczu fazy grupowej przydzielane są 3 punkty, za remis 1 punkt, zaś za porażkę 0 punktów.
- Kryteria klasyfikowania zawodników w grupach: większa liczba zdobytych punktów, różnica frejmów, zwycięzca bezpośredniego spotkania (w przypadku liczby zawodników większej niż dwóch zastosowanie ma „małą tabela”), najwyższy break w danej grupie.
- W pierwszym etapie 128 zawodników zostało przydzielonych do trzydziestu dwóch 4-osobowych grup. W nich zawodnicy rywalizowali w systemie każdy z każdym. Zwycięzcy grup awansowali do drugiego etapu.
- W drugim etapie 32 zawodników zostało przydzielonych do ośmiu 4-osobowych grup. W nich zawodnicy rywalizowali w systemie każdy z każdym. Zwycięzcy grup awansowali do trzeciego etapu.
- W trzecim etapie 8 zawodników zostało przydzielonych do dwóch 4-osobowych grup. W nich zawodnicy rywalizowali w systemie każdy z każdym. Zwycięzcy grup awansowali do meczu finałowego.
- W meczu finałowym do trzech wygranych partii, dwóch zawodników zmierzyło się o triumf w całych zawodach[1].

## Zawodnicy

### Etap 1
Grupa 1 (14.07.2025): Barry Hawkins, Haydon Pinhey, Haris Tahir, John Astley

Grupa 2 (4.07.2025): Zhang Anda, Cheung Ka Wai, Chris Totten, George Pragnell

Grupa 3 (1.07.2025): Shaun Murphy, Bulcsú Révész, Robbie McGuigan, Alfred Burden

Grupa 4 (12.07.2025): Si Jiahui, Artemijs Žižins, Farakh Ajaib, Kayden Brierley

Grupa 5 (16.07.2025): Chris Wakelin, Julien Leclercq, Mitchell Mann, Daniel Womersley

Grupa 6 (7.07.2025): Allister Carter, Liam Davies, Huang Jiahao, Jack Bradford

Grupa 7 (7.07.2025): Gary Wilson, Amir Sarkhosh, Bai Yulu, Alex Clenshaw

Grupa 8 (11.07.2025): Tom Ford, Allan Taylor, Nutcharut Wongharuthai, Simon Blackwell

Grupa 9 (3.07.2025): Wu Yize, Wang Yuchen, Kreishh Gurbaxani, Craig Steadman

Grupa 10 (10.07.2025): Jak Jones, Ben Mertens, Jonas Luz, Alfie Davies

Grupa 11 (5.07.2025): Stuart Bingham, Antoni Kowalski, Hatim Jasin, Halim Hussain

Grupa 12 (9.07.2025): David Gilbert, Duane Jones, Louis Heathcote, Paul Deaville

Grupa 13 (8.07.2025): Jack Lisowski, Gong Chenzhi, Ross Muir, Ashley Carty

Grupa 14 (8.07.2025): Pang Junxu, Oliver Lines, Jiang Jun, Dean Young

Grupa 15 (30.06.2025): Stephen Maguire, Michael Holt, Liam Graham, James Cahill

Grupa 16 (16.07.2025): Joe O’Connor, Zak Surety, Liam Pullen, Andrew Pagett

Grupa 17 (5.07.2025): Elliot Slessor, Stan Moody, Oliver Brown, Mark Lloyd

Grupa 18 (2.07.2025): Yuan Sijun, Sanderson Lam, Alexander Ursenbacher, Stuart Carrington

Grupa 19 (9.07.2025): Lei Peifan, Long Zehuang, Mateusz Baranowski, Ryan Davies

Grupa 20 (14.07.2025): Zhou Yuelong, David Lilley, David Grace, Ashley Hugill

Grupa 21 (11.07.2025): Noppon Saengkham, Liu Hongyu, Ian Burns, Patrick Whelan

Grupa 22 (1.07.2025): Matthew Selt, Scott Donaldson, Fergal Quinn, Umut Dikme

Grupa 23 (10.07.2025): Jimmy Robertson, Mark Davis, Connor Benzey, Sam Craigie

Grupa 24 (15.07.2025): Jackson Page, Jordan Brown, Liu Wenwei, Zachary Richardson

Grupa 25 (2.07.2025): Ryan Day, Matthew Stevens, Xu Yichen, Lan Yuhao

Grupa 26 (30.06.2025): Lü Haotian, Jamie Jones, Zhao Hanyang, Yao Pengcheng

Grupa 27 (17.07.2025): Gary Thomson, Aaron Hill, Dylan Emery, Sahil Nayyar

Grupa 28 (3.07.2025): Ricky Walden, Robert Milkins, Steven Hallworth, Chang Bingyu

Grupa 29 (17.07.2025): Xu Si, Fan Zhengyi, Liam Highfield, Michał Szubarczyk

Grupa 30 (12.07.2025): Ben Woollaston, Robbie Williams, Florian Nüßle, Julian Bojko

Grupa 31 (15.07.2025): Martin O’Donnell, Thepchaiya Un-Nooh, Gao Yang, Reanne Evans

Grupa 32 (4.07.2025): Daniel Wells, He Guoqiang, Leone Crowley, Ng On Yee

### Etap 2
Grupa A (18.07.2025): Haydon Pinhey, Joe O’Connor, Elliot Slessor, Ng On Yee

Grupa B (18.07.2025): Zhang Anda, Stephen Maguire, Yuan Sijun, Thepchaiya Un-Nooh

Grupa C (19.07.2025): Alfred Burden, Pang Junxu, Lei Peifan, Robbie Williams

Grupa D (19.07.2025): Artemijs Žižins, Jack Lisowski, David Lilley, Xu Si

Grupa E (21.07.2025): Chris Wakelin, David Gilbert, Liu Hongyu, Ricky Walden

Grupa F (21.07.2025): Liam Davies, Stuart Bingham, Matthew Selt, Dylan Emery

Grupa G (22.07.2025): Amir Sarkhosh, Ben Mertens, Sam Craigie, Yao Pengcheng

Grupa H (22.07.2025): Tom Ford, Wu Yize, Liu Wenwei, Matthew Stevens

### Etap 3
Grupa 1 (23.07.2025): Joe O’Connor, Xu Si, Ricky Walden, Tom Ford

Grupa 2 (23.07.2025): Stephen Maguire, Pang Junxu, Matthew Selt, Ben Mertens
Finał (23.07.2025): Joe O’Connor, Stephen Maguire

## Nagrody
|                    | Nagroda   |
| Etap 1             | Etap 1    |
| ------------------ | --------- |
| Zwycięzca          | 3 000 £   |
| Drugie miejsce     | 2 000 £   |
| Trzecie miejsce    | 1 000 £   |
| Etap 2             |           |
| Zwycięzca          | 4 000 £   |
| Drugie miejsce     | 3 000 £   |
| Trzecie miejsce    | 2 000 £   |
| Czwarte miejsce    | 1 000 £   |
| Etap 3             |           |
| Zwycięzca          | 20 000 £  |
| Finalista          | 10 000 £  |
| Drugie miejsce     | 4 000 £   |
| Trzecie miejsce    | 2 000 £   |
| Czwarte miejsce    | 1 000 £   |
| Finał              |           |
| Zwycięzca          | 20 000 £  |
| Finalista          | 10 000 £  |
| Łączna pula nagród | 328 000 £ |

## Etap 1

### Grupa 1
| Poz. | Zawodnik      | M | Z | R | P | Frejmy wygrane | Frejmy przegrane | Różnica frejmów | Pkt |
| ---- | ------------- | - | - | - | - | -------------- | ---------------- | --------------- | --- |
| 1    | Haydon Pinhey | 3 | 1 | 1 | 1 | 6              | 5                | +1              | 4   |
| 2    | Barry Hawkins | 3 | 1 | 1 | 1 | 5              | 5                | 0               | 4   |
| 3    | Haris Tahir   | 3 | 1 | 1 | 1 | 5              | 6                | -1              | 4   |
| 4    | John Astley   | 3 | 0 | 3 | 0 | 6              | 6                | 0               | 3   |

- Barry Hawkins 2-2 John Astley
- Haydon Pinhey 1-3 Haris Tahir
- Haydon Pinhey 2-2 John Astley
- Barry Hawkins 3-0 Haris Tahir
- Haris Tahir 2-2 John Astley
- Barry Hawkins 0-3 Haydon Pinhey

### Grupa 2
| Poz. | Zawodnik        | M | Z | R | P | Frejmy wygrane | Frejmy przegrane | Różnica frejmów | Pkt |
| ---- | --------------- | - | - | - | - | -------------- | ---------------- | --------------- | --- |
| 1    | Zhang Anda      | 3 | 1 | 2 | 0 | 7              | 5                | +2              | 5   |
| 2    | George Pragnell | 3 | 1 | 1 | 1 | 6              | 6                | 0               | 4   |
| 3    | Cheung Ka Wai   | 3 | 0 | 3 | 0 | 6              | 6                | 0               | 3   |
| 4    | Chris Totten    | 3 | 0 | 2 | 1 | 5              | 7                | -2              | 2   |

- Zhang Anda 3-1 George Pragnell
- Cheung Ka Wai 2-2 Chris Totten
- Cheung Ka Wai 2-2 George Pragnell
- Zhang Anda 2-2 Chris Totten
- Chris Totten 1-3 George Pragnell
- Zhang Anda 2-2 Cheung Ka Wai

### Grupa 3
| Poz. | Zawodnik        | M | Z | R | P | Frejmy wygrane | Frejmy przegrane | Różnica frejmów | Pkt |
| ---- | --------------- | - | - | - | - | -------------- | ---------------- | --------------- | --- |
| 1    | Alfred Burden   | 3 | 2 | 0 | 1 | 7              | 4                | +3              | 6   |
| 2    | Robbie McGuigan | 3 | 2 | 0 | 1 | 7              | 5                | +2              | 6   |
| 3    | Bulcsú Révész   | 3 | 2 | 0 | 1 | 6              | 5                | +1              | 6   |
| 4    | Shaun Murphy    | 3 | 0 | 0 | 3 | 3              | 9                | -6              | 0   |

- Shaun Murphy 1-3 Alfred Burden
- Bulcsú Révész 3-1 Robbie McGuigan
- Bulcsú Révész 0-3 Alfred Burden
- Shaun Murphy 1-3 Robbie McGuigan
- Robbie McGuigan 3-1 Alfred Burden
- Shaun Murphy 1-3 Bulcsú Révész

### Grupa 4
| Poz. | Zawodnik        | M | Z | R | P | Frejmy wygrane | Frejmy przegrane | Różnica frejmów | Pkt |
| ---- | --------------- | - | - | - | - | -------------- | ---------------- | --------------- | --- |
| 1    | Artemijs Žižins | 3 | 3 | 0 | 0 | 9              | 1                | +8              | 9   |
| 2    | Farakh Ajaib    | 3 | 1 | 1 | 1 | 6              | 6                | 0               | 4   |
| 3    | Si Jiahui       | 3 | 1 | 1 | 1 | 5              | 5                | 0               | 4   |
| 4    | Kayden Brierley | 3 | 0 | 0 | 3 | 1              | 9                | -8              | 0   |

- Si Jiahui 3-0 Kayden Brierley
- Artemijs Žižins 3-1 Farakh Ajaib
- Artemijs Žižins 3-0 Kayden Brierley
- Si Jiahui 2-2 Farakh Ajaib
- Farakh Ajaib 3-1 Kayden Brierley
- Si Jiahui 0-3 Artemijs Žižins

### Grupa 5
| Poz. | Zawodnik         | M | Z | R | P | Frejmy wygrane | Frejmy przegrane | Różnica frejmów | Pkt |
| ---- | ---------------- | - | - | - | - | -------------- | ---------------- | --------------- | --- |
| 1    | Chris Wakelin    | 3 | 2 | 1 | 0 | 8              | 3                | +5              | 7   |
| 2    | Julien Leclercq  | 3 | 1 | 2 | 0 | 7              | 4                | +3              | 5   |
| 3    | Daniel Womersley | 3 | 0 | 2 | 1 | 5              | 7                | -2              | 2   |
| 4    | Mitchell Mann    | 3 | 0 | 1 | 2 | 2              | 8                | -6              | 1   |

- Chris Wakelin 3-1 Daniel Womersley
- Julien Leclercq 3-0 Mitchell Mann
- Julien Leclercq 2-2 Daniel Womersley
- Chris Wakelin 3-0 Mitchell Mann
- Mitchell Mann 2-2 Daniel Womersley
- Chris Wakelin 2-2 Julien Leclercq

### Grupa 6
| Poz. | Zawodnik        | M | Z | R | P | Frejmy wygrane | Frejmy przegrane | Różnica frejmów | Pkt |
| ---- | --------------- | - | - | - | - | -------------- | ---------------- | --------------- | --- |
| 1    | Liam Davies     | 3 | 3 | 0 | 0 | 9              | 3                | +6              | 9   |
| 2    | Allister Carter | 3 | 2 | 0 | 1 | 7              | 5                | +2              | 6   |
| 3    | Jack Bradford   | 3 | 1 | 0 | 2 | 5              | 6                | -1              | 3   |
| 4    | Huang Jiahao    | 3 | 0 | 0 | 3 | 2              | 9                | -7              | 0   |

- Allister Carter 3-1 Jack Bradford
- Liam Davies 3-1 Huang Jiahao
- Liam Davies 3-1 Jack Bradford
- Allister Carter 3-1 Huang Jiahao
- Huang Jiahao 0-3 Jack Bradford
- Allister Carter 1-3 Liam Davies

### Grupa 7
| Poz. | Zawodnik      | M | Z | R | P | Frejmy wygrane | Frejmy przegrane | Różnica frejmów | Pkt |
| ---- | ------------- | - | - | - | - | -------------- | ---------------- | --------------- | --- |
| 1    | Amir Sarkhosh | 3 | 1 | 2 | 0 | 7              | 5                | +2              | 5   |
| 2    | Gary Wilson   | 3 | 0 | 3 | 0 | 6              | 6                | 0               | 3   |
| 3    | Bai Yulu      | 3 | 0 | 3 | 0 | 6              | 6                | 0               | 3   |
| 4    | Alex Clenshaw | 3 | 0 | 2 | 1 | 5              | 7                | -2              | 2   |

- Gary Wilson 2-2 Alex Clenshaw
- Amir Sarkhosh 2-2 Bai Yulu
- Amir Sarkhosh 3-1 Alex Clenshaw
- Gary Wilson 2-2 Bai Yulu
- Bai Yulu 2-2 Alex Clenshaw
- Gary Wilson 2-2 Amir Clenshaw

### Grupa 8
| Poz. | Zawodnik        | M | Z | R | P | Frejmy wygrane | Frejmy przegrane | Różnica frejmów | Pkt |
| ---- | --------------- | - | - | - | - | -------------- | ---------------- | --------------- | --- |
| 1    | Tom Ford        | 3 | 1 | 2 | 0 | 7              | 4                | +3              | 5   |
| 2    | Simon Blackwell | 3 | 1 | 2 | 0 | 7              | 5                | +2              | 5   |
| 3    | Allan Taylor    | 3 | 0 | 3 | 0 | 6              | 6                | 0               | 3   |
| 4    | Mink Nutcharut  | 3 | 0 | 1 | 2 | 3              | 8                | -5              | 1   |

- Tom Ford 2-2 Simon Blackwell
- Allan Taylor 2-2 Mink Nutcharut
- Allan Taylor 2-2 Simon Blackwell
- Tom Ford 3-0 Mink Nutcharut
- Mink Nutcharut 1-3 Simon Blackwell
- Tom Ford 2-2 Allan Taylor

### Grupa 9
| Poz. | Zawodnik          | M | Z | R | P | Frejmy wygrane | Frejmy przegrane | Różnica frejmów | Pkt |
| ---- | ----------------- | - | - | - | - | -------------- | ---------------- | --------------- | --- |
| 1    | Wu Yize           | 3 | 2 | 1 | 0 | 8              | 2                | +6              | 7   |
| 2    | Craig Steadman    | 3 | 2 | 1 | 0 | 8              | 4                | +4              | 7   |
| 3    | Wang Yuchen       | 3 | 1 | 0 | 2 | 4              | 7                | -3              | 3   |
| 4    | Kreishh Gurbaxani | 3 | 0 | 0 | 3 | 2              | 9                | -7              | 0   |

- Wu Yize 2-2 Craig Steadman
- Wang Yuchen 3-1 Kreishh Gurbaxani
- Wang Yuchen 1-3 Craig Steadman
- Wu Yize 3-0 Kreishh Gurbaxani
- Kreishh Gurbaxani 1-3 Craig Steadman
- Wu Yize 3-0 Wang Yuchen

### Grupa 10
| Poz. | Zawodnik     | M | Z | R | P | Frejmy wygrane | Frejmy przegrane | Różnica frejmów | Pkt |
| ---- | ------------ | - | - | - | - | -------------- | ---------------- | --------------- | --- |
| 1    | Ben Mertens  | 3 | 2 | 1 | 0 | 8              | 2                | +6              | 7   |
| 2    | Alfie Davies | 3 | 1 | 2 | 0 | 7              | 4                | +3              | 5   |
| 3    | Jak Jones    | 3 | 1 | 1 | 1 | 5              | 5                | 0               | 4   |
| 4    | Jonas Luz    | 3 | 0 | 0 | 3 | 0              | 9                | -9              | 0   |

- Jak Jones 2-2 Alfie Davies
- Ben Mertens 3-0 Jonas Luz
- Ben Mertens 2-2 Alfie Davies
- Jak Jones 3-0 Jonas Luz
- Jonas Luz 0-3 Alfie Davies
- Jak Jones 0-3 Ben Mertens

### Grupa 11
| Poz. | Zawodnik        | M | Z | R | P | Frejmy wygrane | Frejmy przegrane | Różnica frejmów | Pkt |
| ---- | --------------- | - | - | - | - | -------------- | ---------------- | --------------- | --- |
| 1    | Stuart Bingham  | 3 | 3 | 0 | 0 | 9              | 1                | +8              | 9   |
| 2    | Antoni Kowalski | 3 | 2 | 0 | 1 | 7              | 4                | +3              | 6   |
| 3    | Hatim Jasin     | 3 | 1 | 0 | 2 | 4              | 6                | -2              | 3   |
| 4    | Halim Hussain   | 3 | 0 | 0 | 3 | 0              | 9                | -9              | 0   |

- Stuart Bingham 3-0 Halim Hussain
- Antoni Kowalski 3-1 Hatim Jasin
- Antoni Kowalski 3-0 Halim Hussain
- Stuart Bingham 3-0 Hatim Jasin
- Hatim Jasin 3-0 Halim Hussain
- Stuart Bingham 3-1 Antoni Kowalski

### Grupa 12
| Poz. | Zawodnik        | M | Z | R | P | Frejmy wygrane | Frejmy przegrane | Różnica frejmów | Pkt |
| ---- | --------------- | - | - | - | - | -------------- | ---------------- | --------------- | --- |
| 1    | David Gilbert   | 3 | 3 | 0 | 0 | 9              | 2                | +7              | 9   |
| 2    | Duane Jones     | 3 | 2 | 0 | 1 | 7              | 4                | +3              | 6   |
| 3    | Louis Heathcote | 3 | 1 | 0 | 2 | 5              | 7                | -2              | 3   |
| 4    | Paul Deaville   | 3 | 0 | 0 | 3 | 1              | 9                | -8              | 0   |

- David Gilbert 3-0 Paul Deaville
- Duane Jones 3-1 Louis Heathcote
- Duane Jones 3-0 Paul Deaville
- David Gilbert 3-1 Louis Heathcote
- Louis Heathcote 3-1 Paul Deaville
- David Gilbert 3-1 Duane Jones

### Grupa 13
| Poz. | Zawodnik      | M | Z | R | P | Frejmy wygrane | Frejmy przegrane | Różnica frejmów | Pkt |
| ---- | ------------- | - | - | - | - | -------------- | ---------------- | --------------- | --- |
| 1    | Jack Lisowski | 3 | 2 | 1 | 0 | 8              | 3                | +5              | 7   |
| 2    | Gong Chenzhi  | 3 | 1 | 2 | 0 | 7              | 4                | +3              | 5   |
| 3    | Ross Muir     | 3 | 0 | 2 | 1 | 4              | 7                | -3              | 2   |
| 4    | Ashley Carty  | 3 | 0 | 1 | 2 | 3              | 8                | -5              | 1   |

- Jack Lisowski 3-1 Ashley Carty
- Gong Chenzhi 2-2 Ross Muir
- Gong Chenzhi 3-0 Ashley Carty
- Jack Lisowski 3-0 Ross Muir
- Ross Muir 2-2 Ashley Carty
- Jack Lisowski 2-2 Gong Chenzhi

### Grupa 14
| Poz. | Zawodnik     | M | Z | R | P | Frejmy wygrane | Frejmy przegrane | Różnica frejmów | Pkt |
| ---- | ------------ | - | - | - | - | -------------- | ---------------- | --------------- | --- |
| 1    | Pang Junxu   | 3 | 2 | 0 | 1 | 7              | 3                | +4              | 6   |
| 2    | Jiang Jun    | 3 | 1 | 1 | 1 | 6              | 6                | 0               | 4   |
| 3    | Oliver Lines | 3 | 1 | 1 | 1 | 5              | 5                | 0               | 4   |
| 4    | Dean Young   | 3 | 1 | 0 | 2 | 3              | 7                | -4              | 3   |

- Pang Junxu 3-0 Dean Young
- Oliver Lines 2-2 Jiang Jun
- Oliver Lines 3-0 Dean Young
- Pang Junxu 1-3 Jiang Jun
- Jiang Jun 1-3 Dean Young
- Pang Junxu 3-0 Oliver Lines

### Grupa 15
| Poz. | Zawodnik        | M | Z | R | P | Frejmy wygrane | Frejmy przegrane | Różnica frejmów | Pkt |
| ---- | --------------- | - | - | - | - | -------------- | ---------------- | --------------- | --- |
| 1    | Stephen Maguire | 3 | 3 | 0 | 0 | 9              | 1                | +8              | 9   |
| 2    | Michael Holt    | 3 | 1 | 1 | 1 | 5              | 5                | 0               | 4   |
| 3    | Liam Graham     | 3 | 0 | 2 | 1 | 4              | 7                | -3              | 2   |
| 4    | James Cahill    | 3 | 0 | 1 | 2 | 3              | 8                | -5              | 1   |

- Stephen Maguire 3-1 James Cahill
- Michael Holt 2-2 Liam Graham
- Michael Holt 3-0 James Cahill
- Stephen Maguire 3-0 Liam Graham
- Liam Graham 2-2 James Cahill
- Stephen Maguire 3-0 Michael Holt

### Grupa 16
| Poz. | Zawodnik      | M | Z | R | P | Frejmy wygrane | Frejmy przegrane | Różnica frejmów | Pkt |
| ---- | ------------- | - | - | - | - | -------------- | ---------------- | --------------- | --- |
| 1    | Joe O’Connor  | 3 | 3 | 0 | 0 | 9              | 1                | +8              | 9   |
| 2    | Zak Surety    | 3 | 2 | 0 | 1 | 6              | 4                | +2              | 6   |
| 3    | Liam Pullen   | 3 | 1 | 0 | 2 | 3              | 7                | -4              | 3   |
| 4    | Andrew Pagett | 3 | 0 | 0 | 3 | 3              | 9                | -6              | 0   |

- Joe O’Connor 3-1 Andrew Pagett
- Zak Surety 3-0 Liam Pullen
- Zak Surety 3-1 Andrew Pagett
- Joe O’Connor 3-0 Liam Pullen
- Liam Pullen 3-1 Andrew Pagett
- Joe O’Connor 3-0 Zak Surety

### Grupa 17
| Poz. | Zawodnik       | M | Z | R | P | Frejmy wygrane | Frejmy przegrane | Różnica frejmów | Pkt |
| ---- | -------------- | - | - | - | - | -------------- | ---------------- | --------------- | --- |
| 1    | Elliot Slessor | 3 | 3 | 0 | 0 | 9              | 2                | +7              | 9   |
| 2    | Oliver Brown   | 3 | 1 | 1 | 1 | 5              | 5                | 0               | 4   |
| 3    | Stan Moody     | 3 | 0 | 2 | 1 | 5              | 7                | -2              | 2   |
| 4    | Mark Lloyd     | 3 | 0 | 1 | 2 | 3              | 8                | -5              | 1   |

- Elliot Slessor 3-1 Mark Lloyd
- Stan Moody 2-2 Oliver Brown
- Stan Moody 2-2 Mark Lloyd
- Elliot Slessor 3-0 Oliver Brown
- Oliver Brown 3-0 Mark Lloyd
- Elliot Slessor 3-1 Stan Moody

### Grupa 18
| Poz. | Zawodnik              | M | Z | R | P | Frejmy wygrane | Frejmy przegrane | Różnica frejmów | Pkt |
| ---- | --------------------- | - | - | - | - | -------------- | ---------------- | --------------- | --- |
| 1    | Yuan Sijun            | 3 | 3 | 0 | 0 | 9              | 0                | +9              | 9   |
| 2    | Stuart Carrington     | 3 | 1 | 1 | 1 | 5              | 6                | -1              | 4   |
| 3    | Sanderson Lam         | 3 | 0 | 2 | 1 | 4              | 7                | -3              | 2   |
| 4    | Alexander Ursenbacher | 3 | 0 | 1 | 2 | 3              | 8                | -5              | 1   |

- Yuan Sijun 3-0 Stuart Carrington
- Sanderson Lam 2-2 Alexander Ursenbacher
- Sanderson Lam 2-2 Stuart Carrington
- Yuan Sijun 3-0 Alexander Ursenbacher
- Alexander Ursenbacher 1-3 Stuart Carrington
- Yuan Sijun 3-0 Sanderson Lam

### Grupa 19
| Poz. | Zawodnik           | M | Z | R | P | Frejmy wygrane | Frejmy przegrane | Różnica frejmów | Pkt |
| ---- | ------------------ | - | - | - | - | -------------- | ---------------- | --------------- | --- |
| 1    | Lei Peifan         | 3 | 2 | 1 | 0 | 8              | 3                | +5              | 7   |
| 2    | Long Zehuang       | 3 | 1 | 1 | 1 | 6              | 5                | +1              | 4   |
| 3    | Ryan Davies        | 3 | 1 | 0 | 2 | 5              | 7                | -2              | 3   |
| 4    | Mateusz Baranowski | 3 | 1 | 0 | 2 | 3              | 7                | -4              | 3   |

- Lei Peifan 3-1 Ryan Davies
- Long Zehuang 3-0 Mateusz Baranowski
- Long Zehuang 1-3 Ryan Davies
- Lei Peifan 3-0 Mateusz Baranowski
- Mateusz Baranowski 3-1 Ryan Davies
- Lei Peifan 2-2 Long Zehuang

### Grupa 20
| Poz. | Zawodnik      | M | Z | R | P | Frejmy wygrane | Frejmy przegrane | Różnica frejmów | Pkt |
| ---- | ------------- | - | - | - | - | -------------- | ---------------- | --------------- | --- |
| 1    | David Lilley  | 3 | 2 | 1 | 0 | 8              | 3                | +5              | 7   |
| 2    | Ashley Hugill | 3 | 1 | 2 | 0 | 7              | 5                | +2              | 5   |
| 3    | Zhou Yuelong  | 3 | 1 | 0 | 2 | 5              | 7                | -2              | 3   |
| 4    | David Grace   | 3 | 0 | 1 | 2 | 3              | 8                | -5              | 1   |

- Zhou Yuelong 1-3 Ashley Hugill
- David Lilley 3-0 David Grace
- David Lilley 2-2 Ashley Hugill
- Zhou Yuelong 3-1 David Grace
- David Grace 2-2 Ashley Hugill
- Zhou Yuelong 1-3 David Lilley

### Grupa 21
| Poz. | Zawodnik         | M | Z | R | P | Frejmy wygrane | Frejmy przegrane | Różnica frejmów | Pkt |
| ---- | ---------------- | - | - | - | - | -------------- | ---------------- | --------------- | --- |
| 1    | Liu Hongyu       | 3 | 2 | 1 | 0 | 8              | 3                | +5              | 7   |
| 2    | Ian Burns        | 3 | 1 | 1 | 1 | 5              | 5                | 0               | 4   |
| 3    | Noppon Saengkham | 3 | 0 | 3 | 0 | 6              | 6                | 0               | 3   |
| 4    | Patrick Whelan   | 3 | 0 | 1 | 2 | 3              | 8                | -5              | 1   |

- Noppon Saengkham 2-2 Patrick Whelan
- Liu Hongyu 3-0 Ian Burns
- Liu Hongyu 3-0 Patrick Whelan
- Noppon Saengkham 2-2 Ian Burns
- Ian Burns 3-0 Patrick Whelan
- Noppon Saengkham 2-2 Liu Hongyu

### Grupa 22
| Poz. | Zawodnik        | M | Z | R | P | Frejmy wygrane | Frejmy przegrane | Różnica frejmów | Pkt |
| ---- | --------------- | - | - | - | - | -------------- | ---------------- | --------------- | --- |
| 1    | Matthew Selt    | 3 | 3 | 0 | 0 | 9              | 3                | +6              | 9   |
| 2    | Umut Dikme      | 3 | 1 | 1 | 1 | 6              | 5                | +1              | 4   |
| 3    | Scott Donaldson | 3 | 1 | 1 | 1 | 6              | 6                | 0               | 4   |
| 4    | Fergal Quinn    | 3 | 0 | 0 | 3 | 2              | 9                | -7              | 0   |

- Matthew Selt 3-1 Umut Dikme
- Scott Donaldson 3-1 Fergal Quinn
- Scott Donaldson 2-2 Umut Dikme
- Matthew Selt 3-1 Fergal Quinn
- Fergal Quinn 0-3 Umut Dikme
- Matthew Selt 3-1 Scott Donaldson

### Grupa 23
| Poz. | Zawodnik        | M | Z | R | P | Frejmy wygrane | Frejmy przegrane | Różnica frejmów | Pkt |
| ---- | --------------- | - | - | - | - | -------------- | ---------------- | --------------- | --- |
| 1    | Sam Craigie     | 3 | 1 | 2 | 0 | 7              | 4                | +3              | 5   |
| 2    | Mark Davis      | 3 | 1 | 2 | 0 | 7              | 5                | +2              | 5   |
| 3    | Jimmy Robertson | 3 | 1 | 1 | 1 | 5              | 5                | 0               | 4   |
| 4    | Connor Benzey   | 3 | 0 | 1 | 2 | 3              | 8                | -5              | 1   |

- Jimmy Robertson 0-3 Sam Craigie
- Mark Davis 3-1 Connor Benzey
- Mark Davis 2-2 Sam Craigie
- Jimmy Robertson 3-0 Connor Benzey
- Connor Benzey 2-2 Sam Craigie
- Jimmy Robertson 2-2 Mark Davis

### Grupa 24
| Poz. | Zawodnik           | M | Z | R | P | Frejmy wygrane | Frejmy przegrane | Różnica frejmów | Pkt |
| ---- | ------------------ | - | - | - | - | -------------- | ---------------- | --------------- | --- |
| 1    | Liu Wenwei         | 3 | 2 | 1 | 0 | 8              | 3                | +5              | 7   |
| 2    | Jackson Page       | 3 | 1 | 1 | 1 | 6              | 6                | 0               | 4   |
| 3    | Zachary Richardson | 3 | 0 | 3 | 0 | 6              | 6                | 0               | 3   |
| 4    | Jordan Brown       | 3 | 0 | 1 | 2 | 3              | 8                | -5              | 1   |

- Jackson Page 2-2 Zachary Richardson
- Jordan Brown 0-3 Liu Wenwei
- Jordan Brown 2-2 Zachary Richardson
- Jackson Page 1-3 Liu Wenwei
- Liu Wenwei 2-2 Zachary Richardson
- Jackson Page 3-1 Jordan Brown

### Grupa 25
| Poz. | Zawodnik        | M | Z | R | P | Frejmy wygrane | Frejmy przegrane | Różnica frejmów | Pkt |
| ---- | --------------- | - | - | - | - | -------------- | ---------------- | --------------- | --- |
| 1    | Matthew Stevens | 3 | 2 | 1 | 0 | 8              | 3                | +5              | 7   |
| 2    | Ryan Day        | 3 | 2 | 0 | 1 | 7              | 5                | +2              | 6   |
| 3    | Lan Yuhao       | 3 | 1 | 1 | 1 | 6              | 6                | 0               | 4   |
| 4    | Xu Yichen       | 3 | 0 | 0 | 3 | 2              | 9                | -7              | 0   |

- Ryan Day 3-1 Lan Yuhao
- Matthew Stevens 3-0 Xu Yichen
- Matthew Stevens 2-2 Lan Yuhao
- Ryan Day 3-1 Xu Yichen
- Xu Yichen 1-3 Lan Yuhao
- Ryan Day 1-3 Matthew Stevens

### Grupa 26
| Poz. | Zawodnik      | M | Z | R | P | Frejmy wygrane | Frejmy przegrane | Różnica frejmów | Pkt |
| ---- | ------------- | - | - | - | - | -------------- | ---------------- | --------------- | --- |
| 1    | Yao Pengcheng | 3 | 1 | 2 | 0 | 7              | 5                | +2              | 5   |
| 2    | Lü Haotian    | 3 | 1 | 1 | 1 | 6              | 6                | 0               | 4   |
| 3    | Jamie Jones   | 3 | 1 | 1 | 1 | 6              | 6                | 0               | 4   |
| 4    | Zhao Hanyang  | 3 | 0 | 2 | 1 | 5              | 7                | -2              | 2   |

- Lü Haotian 2-2 Yao Pengcheng
- Jamie Jones 2-2 Zhao Hanyang
- Jamie Jones 1-3 Yao Pengcheng
- Lü Haotian 3-1 Zhao Hanyang
- Zhao Hanyang 2-2 Yao Pengcheng
- Lü Haotian 1-3 Jamie Jones

### Grupa 27
| Poz. | Zawodnik     | M | Z | R | P | Frejmy wygrane | Frejmy przegrane | Różnica frejmów | Pkt |
| ---- | ------------ | - | - | - | - | -------------- | ---------------- | --------------- | --- |
| 1    | Dylan Emery  | 3 | 2 | 1 | 0 | 8              | 2                | +6              | 7   |
| 2    | Aaron Hill   | 3 | 2 | 0 | 1 | 6              | 3                | +3              | 6   |
| 3    | Gary Thomson | 3 | 1 | 0 | 2 | 3              | 7                | -4              | 3   |
| 4    | Sahil Nayyar | 3 | 0 | 1 | 2 | 3              | 8                | -5              | 1   |

- Aaron Hill 3-0 Gary Thomson
- Dylan Emery 2-2 Sahil Nayyar
- Dylan Emery 3-0 Gary Thomson
- Aaron Hill 3-0 Sahil Nayyar
- Sahil Nayyar 1-3 Gary Thomson
- Aaron Hill 0-3 Dylan Emery

### Grupa 28
| Poz. | Zawodnik         | M | Z | R | P | Frejmy wygrane | Frejmy przegrane | Różnica frejmów | Pkt |
| ---- | ---------------- | - | - | - | - | -------------- | ---------------- | --------------- | --- |
| 1    | Ricky Walden     | 3 | 2 | 1 | 0 | 8              | 4                | +4              | 7   |
| 2    | Chang Bingyu     | 3 | 1 | 1 | 1 | 6              | 5                | +1              | 4   |
| 3    | Robert Milkins   | 3 | 0 | 2 | 1 | 5              | 7                | -2              | 2   |
| 4    | Steven Hallworth | 3 | 0 | 2 | 1 | 4              | 7                | -3              | 2   |

- Ricky Walden 3-1 Chang Bingyu
- Robert Milkins 2-2 Steven Hallworth
- Robert Milkins 2-2 Chang Bingyu
- Ricky Walden 2-2 Steven Hallworth
- Steven Hallworth 0-3 Chang Bingyu
- Ricky Walden 3-1 Robert Milkins

### Grupa 29
| Poz. | Zawodnik          | M | Z | R | P | Frejmy wygrane | Frejmy przegrane | Różnica frejmów | Pkt |
| ---- | ----------------- | - | - | - | - | -------------- | ---------------- | --------------- | --- |
| 1    | Xu Si             | 3 | 2 | 1 | 0 | 8              | 3                | +5              | 7   |
| 2    | Liam Highfield    | 3 | 2 | 0 | 1 | 7              | 5                | +2              | 6   |
| 3    | Fan Zhengyi       | 3 | 0 | 2 | 1 | 5              | 7                | -2              | 2   |
| 4    | Michał Szubarczyk | 3 | 0 | 1 | 2 | 3              | 8                | -5              | 1   |

- Xu Si 3-0 Michał Szubarczyk
- Fan Zhengyi 1-3 Liam Highfield
- Fan Zhengyi 2-2 Michał Szubarczyk
- Xu Si 3-1 Liam Highfield
- Liam Highfield 3-1 Michał Szubarczyk
- Xu Si 2-2 Fan Zhengyi

### Grupa 30
| Poz. | Zawodnik        | M | Z | R | P | Frejmy wygrane | Frejmy przegrane | Różnica frejmów | Pkt |
| ---- | --------------- | - | - | - | - | -------------- | ---------------- | --------------- | --- |
| 1    | Robbie Williams | 3 | 2 | 1 | 0 | 8              | 3                | +5              | 7   |
| 2    | Ben Woollaston  | 3 | 2 | 0 | 1 | 7              | 5                | +2              | 6   |
| 3    | Florian Nüßle   | 3 | 1 | 0 | 2 | 4              | 7                | -3              | 3   |
| 4    | Julian Bojko    | 3 | 0 | 1 | 2 | 4              | 8                | -4              | 1   |

- Ben Woollaston 3-1 Julian Bojko
- Robbie Williams 3-0 Florian Nüßle
- Robbie Williams 2-2 Julian Bojko
- Ben Woollaston 3-1 Florian Nüßle
- Florian Nüßle 3-1 Julian Bojko
- Ben Woollaston 1-3 Robbie Williams

### Grupa 31
| Poz. | Zawodnik           | M | Z | R | P | Frejmy wygrane | Frejmy przegrane | Różnica frejmów | Pkt |
| ---- | ------------------ | - | - | - | - | -------------- | ---------------- | --------------- | --- |
| 1    | Thepchaiya Un-Nooh | 3 | 2 | 1 | 0 | 8              | 2                | +6              | 7   |
| 2    | Martin O’Donnell   | 3 | 2 | 0 | 1 | 6              | 4                | +2              | 6   |
| 3    | Gao Yang           | 3 | 1 | 1 | 1 | 6              | 6                | 0               | 4   |
| 4    | Reanne Evans       | 3 | 0 | 0 | 1 | 1              | 9                | -8              | 0   |

- Martin O’Donnell 3-0 Reanne Evans
- Thepchaiya Un-Nooh 2-2 Gao Yang
- Thepchaiya Un-Nooh 3-0 Reanne Evans
- Martin O’Donnell 3-1 Gao Yang
- Gao Yang 3-1 Reanne Evans
- Martin O’Donnell 0-3 Thepchaiya Un-Nooh

### Grupa 32
| Poz. | Zawodnik      | M | Z | R | P | Frejmy wygrane | Frejmy przegrane | Różnica frejmów | Pkt |
| ---- | ------------- | - | - | - | - | -------------- | ---------------- | --------------- | --- |
| 1    | Ng On Yee     | 3 | 1 | 2 | 0 | 7              | 4                | +3              | 5   |
| 2    | Daniel Wells  | 3 | 1 | 2 | 0 | 7              | 5                | +2              | 5   |
| 3    | He Guoqiang   | 3 | 1 | 1 | 1 | 6              | 5                | +1              | 4   |
| 4    | Leone Crowley | 3 | 0 | 1 | 2 | 2              | 8                | -6              | 1   |

- Daniel Wells 2-2 Ng On Yee
- He Guoqiang 3-0 Leone Crowley
- He Guoqiang 2-2 Ng On Yee
- Daniel Wells 2-2 Leone Crowley
- Leone Crowley 0-3 Ng On Yee
- Daniel Wells 3-1 He Guoqiang

## Etap 2

### Grupa A
| Poz. | Zawodnik       | M | Z | R | P | Frejmy wygrane | Frejmy przegrane | Różnica frejmów | Pkt |
| ---- | -------------- | - | - | - | - | -------------- | ---------------- | --------------- | --- |
| 1    | Joe O’Connor   | 3 | 3 | 0 | 0 | 9              | 1                | +8              | 9   |
| 2    | Elliot Slessor | 3 | 1 | 1 | 1 | 6              | 6                | 0               | 4   |
| 3    | Ng On Yee      | 3 | 1 | 0 | 2 | 4              | 7                | -3              | 3   |
| 4    | Haydon Pinhey  | 3 | 0 | 1 | 2 | 4              | 8                | -4              | 1   |

- Haydon Pinhey 1-3 Ng On Yee
- Joe O’Connor 3-1 Elliot Slessor
- Joe O’Connor 3-0 Ng On Yee
- Haydon Pinhey 2-2 Elliot Slessor
- Elliot Slessor 3-1 Ng On Yee
- Haydon Pinhey 1-3 Joe O’Connor

### Grupa B
| Poz. | Zawodnik           | M | Z | R | P | Frejmy wygrane | Frejmy przegrane | Różnica frejmów | Pkt |
| ---- | ------------------ | - | - | - | - | -------------- | ---------------- | --------------- | --- |
| 1    | Stephen Maguire    | 3 | 2 | 1 | 0 | 8              | 4                | +4              | 7   |
| 2    | Zhang Anda         | 3 | 1 | 1 | 1 | 6              | 5                | +1              | 4   |
| 3    | Yuan Sijun         | 3 | 0 | 3 | 0 | 6              | 6                | 0               | 3   |
| 4    | Thepchaiya Un-Nooh | 3 | 0 | 1 | 2 | 3              | 8                | -5              | 1   |

- Zhang Anda 3-0 Thepchaiya Un-Nooh
- Stephen Maguire 2-2 Yuan Sijun
- Stephen Maguire 3-1 Thepchaiya Un-Nooh
- Zhang Anda 2-2 Yuan Sijun
- Yuan Sijun 2-2 Thepchaiya Un-Nooh
- Zhang Anda 1-3 Stephen Maguire

### Grupa C
| Poz. | Zawodnik        | M | Z | R | P | Frejmy wygrane | Frejmy przegrane | Różnica frejmów | Pkt |
| ---- | --------------- | - | - | - | - | -------------- | ---------------- | --------------- | --- |
| 1    | Pang Junxu      | 3 | 2 | 0 | 1 | 6              | 5                | +1              | 6   |
| 2    | Alfred Burden   | 3 | 1 | 1 | 1 | 6              | 5                | +1              | 4   |
| 3    | Robbie Williams | 3 | 1 | 1 | 1 | 5              | 5                | 0               | 4   |
| 4    | Lei Peifan      | 3 | 0 | 2 | 1 | 5              | 7                | -2              | 2   |

- Alfred Burden 3-0 Robbie Williams
- Pang Junxu 3-1 Lei Peifan
- Pang Junxu 0-3 Robbie Williams
- Alfred Burden 2-2 Lei Peifan
- Lei Peifan 2-2 Robbie Williams
- Alfred Burden 1-3 Pang Junxu

### Grupa D
| Poz. | Zawodnik        | M | Z | R | P | Frejmy wygrane | Frejmy przegrane | Różnica frejmów | Pkt |
| ---- | --------------- | - | - | - | - | -------------- | ---------------- | --------------- | --- |
| 1    | Xu Si           | 3 | 2 | 1 | 0 | 8              | 2                | +6              | 7   |
| 2    | David Lilley    | 3 | 1 | 1 | 1 | 5              | 5                | 5               | 4   |
| 3    | Jack Lisowski   | 3 | 0 | 2 | 1 | 4              | 7                | -3              | 2   |
| 4    | Artemijs Žižins | 3 | 0 | 2 | 1 | 4              | 7                | -3              | 2   |

- Artemijs Žižins 0-3 Xu Si
- Jack Lisowski 0-3 David Lilley
- Jack Lisowski 2-2 Xu Si
- Artemijs Žižins 2-2 David Lilley
- David Lilley 0-3 Xu Si
- Artemijs Žižins 2-2 Jack Lisowski

### Grupa E
| Poz. | Zawodnik      | M | Z | R | P | Frejmy wygrane | Frejmy przegrane | Różnica frejmów | Pkt |
| ---- | ------------- | - | - | - | - | -------------- | ---------------- | --------------- | --- |
| 1    | Ricky Walden  | 3 | 2 | 1 | 0 | 8              | 4                | +4              | 7   |
| 2    | Liu Hongyu    | 3 | 1 | 1 | 1 | 6              | 6                | 0               | 4   |
| 3    | David Gilbert | 3 | 1 | 0 | 2 | 5              | 6                | -1              | 3   |
| 4    | Chris Wakelin | 3 | 0 | 2 | 1 | 4              | 7                | -3              | 2   |

- Chris Wakelin 2-2 Ricky Walden
- David Gilbert 1-3 Liu Hongyu
- David Gilbert 1-3 Ricky Walden
- Chris Wakelin 2-2 Liu Hongyu
- Liu Hongyu 1-3 Ricky Walden
- Chris Wakelin 0-3 David Gilbert

### Grupa F
| Poz. | Zawodnik       | M | Z | R | P | Frejmy wygrane | Frejmy przegrane | Różnica frejmów | Pkt |
| ---- | -------------- | - | - | - | - | -------------- | ---------------- | --------------- | --- |
| 1    | Matthew Selt   | 3 | 2 | 1 | 0 | 8              | 3                | +5              | 7   |
| 2    | Liam Davies    | 3 | 2 | 1 | 0 | 8              | 4                | +4              | 7   |
| 3    | Dylan Emery    | 3 | 0 | 1 | 2 | 4              | 8                | -4              | 1   |
| 4    | Stuart Bingham | 3 | 0 | 1 | 2 | 3              | 8                | -5              | 1   |

- Liam Davies 3-1 Dylan Emery
- Stuart Bingham 0-3 Matthew Selt
- Stuart Bingham 2-2 Dylan Emery
- Liam Davies 2-2 Matthew Selt
- Matthew Selt 3-1 Dylan Emery
- Liam Davies 3-1 Stuart Bingham

### Grupa G
| Poz. | Zawodnik      | M | Z | R | P | Frejmy wygrane | Frejmy przegrane | Różnica frejmów | Pkt |
| ---- | ------------- | - | - | - | - | -------------- | ---------------- | --------------- | --- |
| 1    | Ben Mertens   | 3 | 1 | 1 | 1 | 5              | 5                | 0               | 4   |
| 2    | Sam Craigie   | 3 | 1 | 1 | 1 | 5              | 5                | 0               | 4   |
| 3    | Yao Pengcheng | 3 | 1 | 1 | 1 | 5              | 5                | 0               | 4   |
| 4    | Amir Sarkhosh | 3 | 1 | 1 | 1 | 5              | 5                | 0               | 4   |

- Amir Sarkhosh 2-2 Yao Pengcheng
- Ben Mertens 2-2 Sam Craigie
- Ben Mertens 3-0 Yao Pengcheng
- Amir Sarkhosh 0-3 Sam Craigie
- Sam Craigie 0-3 Yao Pengcheng
- Amir Sarkhosh 3-0 Ben Mertens

### Grupa H
| Poz. | Zawodnik        | M | Z | R | P | Frejmy wygrane | Frejmy przegrane | Różnica frejmów | Pkt |
| ---- | --------------- | - | - | - | - | -------------- | ---------------- | --------------- | --- |
| 1    | Tom Ford        | 3 | 2 | 1 | 0 | 8              | 3                | +5              | 7   |
| 2    | Matthew Stevens | 3 | 1 | 2 | 0 | 7              | 5                | +2              | 5   |
| 3    | Wu Yize         | 3 | 1 | 1 | 1 | 6              | 6                | 0               | 4   |
| 4    | Liu Wenwei      | 3 | 0 | 0 | 3 | 2              | 9                | -7              | 0   |

- Tom Ford 2-2 Matthew Stevens
- Wu Yize 3-1 Liu Wenwei
- Wu Yize 2-2 Matthew Stevens
- Tom Ford 3-0 Liu Wenwei
- Liu Wenwei 1-3 Matthew Stevens
- Tom Ford 3-1 Wu Yize

## Etap 3

### Grupa 1
| Poz. | Zawodnik     | M | Z | R | P | Frejmy wygrane | Frejmy przegrane | Różnica frejmów | Pkt |
| ---- | ------------ | - | - | - | - | -------------- | ---------------- | --------------- | --- |
| 1    | Joe O’Connor | 3 | 3 | 0 | 0 | 9              | 2                | +7              | 9   |
| 2    | Ricky Walden | 3 | 1 | 1 | 1 | 6              | 5                | +1              | 4   |
| 3    | Tom Ford     | 3 | 0 | 2 | 1 | 4              | 7                | -3              | 2   |
| 4    | Xu Si        | 3 | 0 | 1 | 2 | 3              | 8                | -5              | 1   |

- Joe O’Connor 3-0 Tom Ford
- Xu Si 0-3 Ricky Walden
- Xu Si 2-2 Tom Ford
- Joe O’Connor 3-1 Ricky Walden
- Ricky Walden 2-2 Tom Ford
- Joe O’Connor 3-1 Xu Si

### Grupa 2
| Poz. | Zawodnik        | M | Z | R | P | Frejmy wygrane | Frejmy przegrane | Różnica frejmów | Pkt |
| ---- | --------------- | - | - | - | - | -------------- | ---------------- | --------------- | --- |
| 1    | Stephen Maguire | 3 | 2 | 0 | 1 | 7              | 3                | +4              | 6   |
| 2    | Ben Mertens     | 3 | 1 | 1 | 1 | 5              | 5                | 0               | 4   |
| 3    | Pang Junxu      | 3 | 1 | 1 | 1 | 5              | 6                | -1              | 4   |
| 4    | Matthew Selt    | 3 | 0 | 2 | 1 | 4              | 7                | -3              | 2   |

- Stephen Maguire 3-0 Ben Mertens
- Pang Junxu 2-2 Matthew Selt
- Pang Junxu 0-3 Ben Mertens
- Stephen Maguire 3-0 Matthew Selt
- Matthew Selt 2-2 Ben Mertens
- Stephen Maguire 1-3 Pang Junxu

### Finał
- Joe O’Connor 1-3 Stephen Maguire

## Finał
| Finał: Do 3 wygranych frame'ów · Mattioli Arena, Leicester, Anglia, 23 lipca 2025 · Sędzia: John Pellew |                    |                 |
| Joe O’Connor                                                                                            | 1 – 3              | Stephen Maguire |
| 0-102 (85), 32-70 (61), 103-1 (99), 0-89 (89)                                                           |                    |                 |
| 99 | Najwyższy break    | 85              |
| – | Breaki stupunktowe | –               |
| 1 | Breaki 50-punktowe | 3               |

## Breaki stupunktowe
W turnieju padło 109 breaków stupuntowych.

- 147  Fan Zhengyi
- 143, 122, 121, 116, 111, 104  Ricky Walden
- 142  Lan Yuhao
- 141, 111  Chris Totten
- 140, 125, 109  Wang Yuchen
- 139, 129, 114, 105  David Gilbert
- 138, 103  Ryan Day
- 137  Robert Milkins
- 136, 128  Robbie McGuigan
- 136, 136, 132, 109, 101  Pang Junxu
- 136  John Astley(inne języki)
- 136  Chris Wakelin
- 135, 126, 118, 116  Liam Davies
- 134  Cheung Ka Wai
- 134  Leone Crowley
- 134  Liu Wenwei
- 133, 104  Liu Hongyu
- 132, 132, 120  Tom Ford
- 131, 131, 130, 115, 111  Ben Mertens
- 131, 124  Gao Yang
- 130, 100  Aaron Hill
- 129, 124  Gary Wilson
- 129, 106  Amir Sarkhosh
- 128, 120  Louis Heathcote
- 128  David Lilley
- 126, 103  Dylan Emery
- 126  Daniel Wells
- 123, 106, 104  Yuan Sijun
- 123  Jiang Jun
- 120  Lei Peifan
- 120  Xu Yichen
- 119, 103  Allister Carter
- 119, 100  Matthew Selt
- 119  Stephen Maguire
- 119  Kreishh Gurbaxani
- 118, 104  Duane Jones
- 117  Long Zehuang
- 116, 103  Joe O’Connor
- 115, 102  Stuart Bingham
- 115  Julien Leclercq
- 114  Si Jiahui
- 113  Elliot Slessor
- 113  Ng On Yee
- 112, 101  George Pragnell(inne języki)
- 110  Robbie Williams
- 110  Zak Surety
- 109, 101  Martin O’Donnell
- 108  Ben Woollaston
- 107  Umut Dikme
- 107  Zhang Anda
- 104  Bulcsú Révész
- 103  Gong Chenzhi
- 103  Julian Bojko
- 102, 100  Xu Si
- 102  Chang Bingyu
- 102  Jak Jones
- 102  Alfie Davies(inne języki)
- 101  Jack Lisowski
- 101  Sam Craigie
- 101  Mark Davis
- 100  Florian Nüßle
- 100  Ashley Hugill
- 100  Wu Yize